# Palatul de Justiție din Vaslui
Palatul de Justiție din Vaslui e o clădire în care funcționează Judecătoria Vaslui (care este instanță de fond, aflată în competența teritorială a Tribunalului Vaslui) și Curtea de Apel Iași.

## Istoric
Judecătoria Vaslui datează din anul 1891, când, printr-o hotărâre a Consiliului Județean Vaslui a fost cumpărat terenul în suprafață de 4520 mp., prin actul de vânzare-cumpărare nr. 311/1891. Construcția a fost realizată de constructori italieni. Imobilul a fost terminat în 1897, având parter și un etaj, cu o suprafață construită de 2344,7 mp. În acest imobil a funcționat Palatul de Justiție până în anul 1950, când a fost preluat abuziv de către Primăria Vaslui. În 1974 a fost retrocedat Ministerului de Justiție și imobilul a fost supus reparațiilor capitale.